# Atewa Range

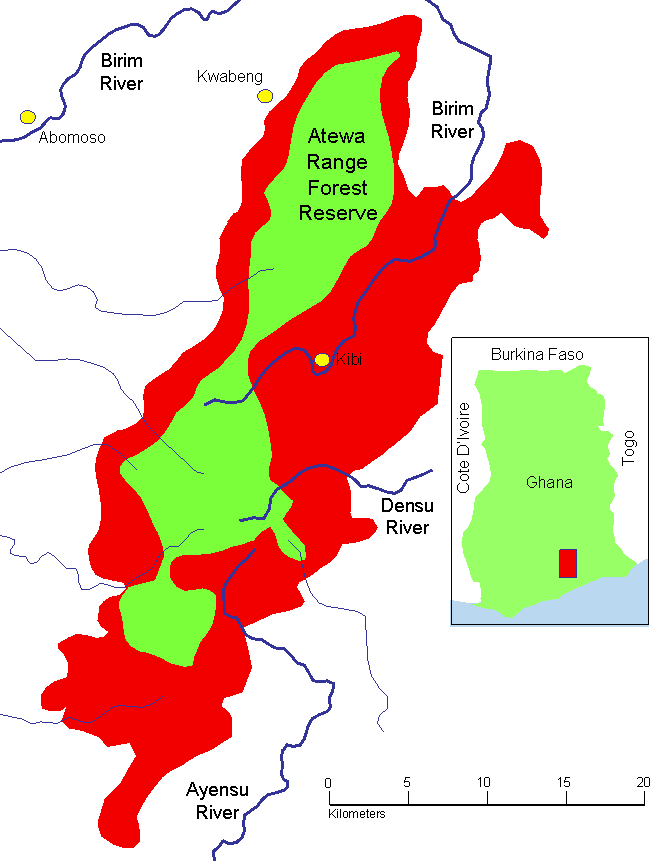
Atewa Range (dunkelrotes Gebiet) mit Waldreservat (hellgrüner Bereich)

Die Atewa Range (auch Atiwa-Atwaredu ranges genannt) ist eine Hügelkette im East Akim District der Eastern Region des südöstlichen Ghana. Südwestlich davon liegt das Kwahu Plateau, das wiederum an den Volta-Stausee angrenzt.
Die steilen Hügel mit abgeflachten Gipfeln verlaufen grob in Nord-Süd-Richtung. Sie sind Überbleibsel einer Peneplain (oder „Rumpffläche“) aus dem Tertiär, die ehemals das südliche Ghana bedeckte und Bauxit-Vorkommen aufweist. Im Atewa Range liegt ein bedeutendes Waldreservat und hier entspringen die drei größeren Flüsse Birim, Densu und Ayersu.

## Waldreservat

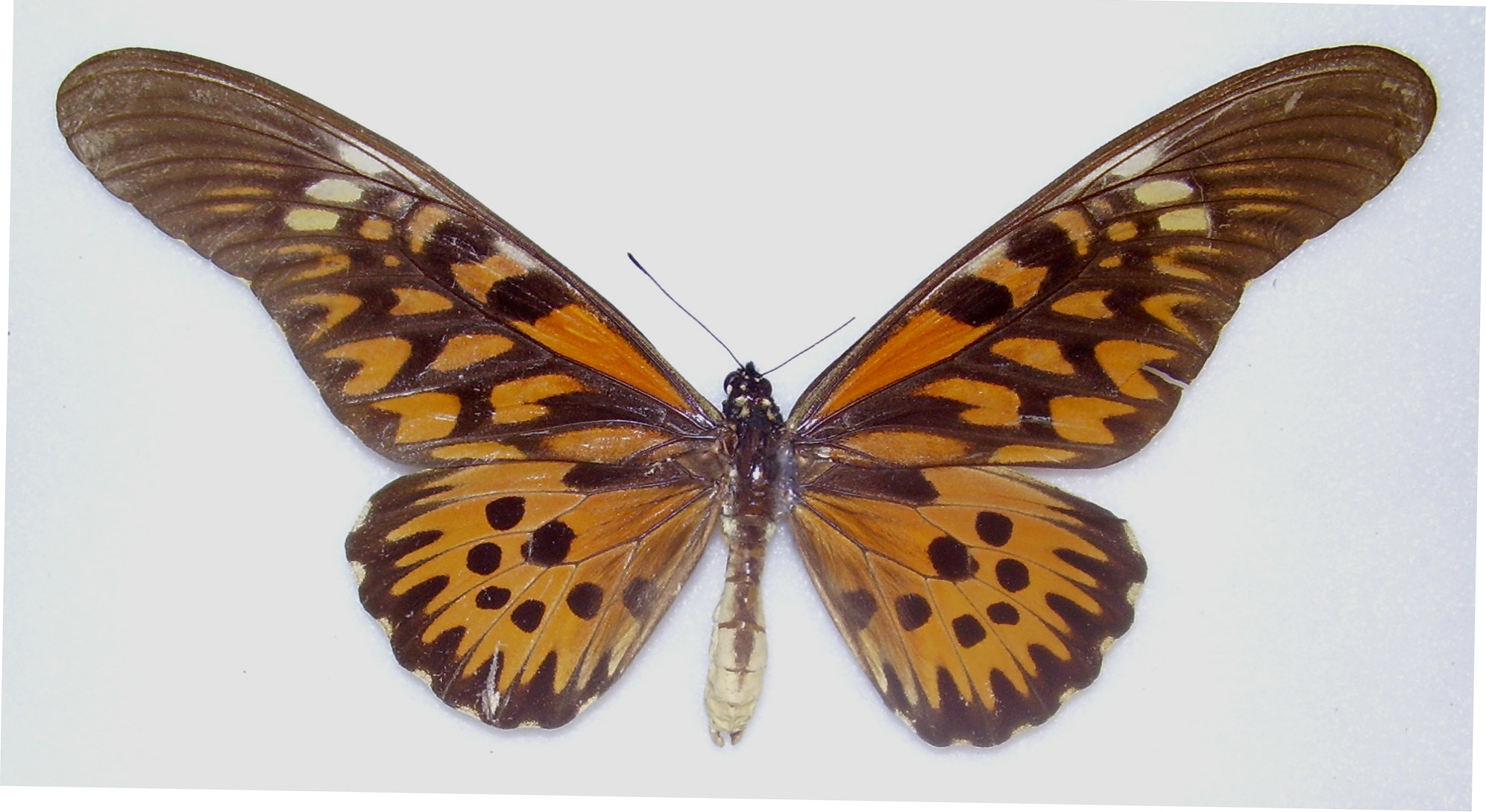
Papilio antimachus

Ein großer Teil des Gebietes ist zum Waldschutz-Gebiet erklärt worden, darunter 17.400 Hektar hochgelegenen, immergrünen Waldes, der in Ghana sehr selten ist. Das Schutzgebiet wird von der Okyeman Environment Foundation verwaltet, die die Landwirtschaft dort eingeschränkt hat und versucht, alternativ den Ökotourismus in diesem Bereich zu stärken. Dennoch ist das Reservat durch Jagd auf bushmeat und durch Holzeinschlag bedroht. Es könnte auch zukünftig durch Rohstoff-Exploration bedroht sein, da hier Gold und Bauxit vorkommen.
Etliche Pflanzenarten kommen in Ghana nur hier vor, außerdem finden sich hier verschiedene Vogelarten, die im übrigen Ghana überaus selten sind. Eine Expedition, die 2006 das Gebiet untersuchte, entdeckte auch seltene und möglicherweise bedrohte Primatenspezies: den Geoffroy-Stummelaffen (Colobus velleros) und den Grünen Stummelaffen (Procolobus verus) sowie 17 seltene Schmetterlingsarten darunter Papilio antimachus, der die weiteste Flügelspanne aller Schmetterlinge weltweit aufweist und den Mylothris atewa, der weltweit gefährdet ist.